# Вільнокур'янівське
Вільнокур'я́нівське — село в Україні, Запорізькому районі Запорізької області. Входить до складу Михайлівської сільської громади.
Площа села — 15 га. Кількість дворів — 24, кількість населення на 1 січня 2007 р. — 4 чол.

## Географія
Село Вільнокур'янівське знаходиться на правому березі річки Вільнянка, вище за течією на відстані 2 км розташоване село Вільногрушівське, нижче за течією на відстані 1,5 км розташоване село Вільноандріївка, на протилежному березі — село Вільноуланівське.
Село розташоване за 31 км від міста Вільнянськ, за 23 км від обласного центру. Найближча залізнична станція — платформа 9 км — знаходиться за 12 км від села.

## Історія
Село утворилось на початку 1920-х років.
В 1932-1933 селяни пережили сталінський геноцид.
З 24 серпня 1991 року село входить до складу незалежної України.